# Vincentius Sutikno Wisaksono
Vincentius Sutikno Wisaksono, né le 26 septembre 1953 à Surabaya (capitale de la province de Java oriental) et mort le 10 août 2023 dans la même ville, est un prélat indonésien, évêque du diocèse de Surabaya en Indonésie de 2007 à sa mort.

## Biographie
Vincentius Sutikno Wisaksono, de son nom de naissance Oei Tik Haw, est le 2e enfant d'une famille de 3 enfants. Sa famille est d'origine chinoise. Il poursuit sa scolarité au sein des écoles catholique du Diocèse de Surabaya jusqu'à son entrée au séminaire interdiocèsain à Yogyakarta. Il est ordonné prêtre pour le diocèse de Surabaya le 8 décembre 1992. 

## Évêque
Le 3 avril 2007, le pape Benoît XVI le nomme évêque de Surabaya. Il reçoit l'ordination épiscopale le 29 juin suivant de Julius Riyadi Darmaatmadja.
En tant qu'évêque, il interdit dans son diocèse la célébration de messes spéciales à l'occasion du nouvel an chinois et cela malgré ses origines chinoises.